# Helicodontium sanctum
Helicodontium sanctum är en bladmossart som beskrevs av Kyuichi Sakurai 1951. Helicodontium sanctum ingår i släktet Helicodontium och familjen Fabroniaceae. Inga underarter finns listade i Catalogue of Life.